# 什斯特角
什斯特角（英語：Schist Point），是南極洲的海岬，位於南奧克尼群島的科羅內申島南岸，處於迪韋德峰西部，在1933年由英國研究隊測量，現時由南極條約體系管理。